# Brandywine Productions
Pour les articles homonymes, voir Brandywine.
Brandywine Productions est une société américaine de production de films fondée par Walter Hill, David Giler et Gordon Carroll. La société est surtout connue pour avoir produit les films de la saga Alien.

## Productions
- 1969 : Love de Ken Russell
- 1976 : The Student Body de Gus Trikonis
- 1979 : Alien, le huitième passager (Alien) de Ridley Scott
- 1986 : Aliens, le retour (Aliens) de James Cameron
- 1992 : Alien 3 de David Fincher
- 1997 : Alien, la résurrection (Alien Resurrection) de Jean-Pierre Jeunet
- 2004 : Alien vs. Predator de Paul W. S. Anderson
- 2007 : Aliens vs. Predator: Requiem de Greg et Colin Strause
- 2012 : Prometheus de Ridley Scott
- 2017 : Alien: Covenant de Ridley Scott